# Marin Tomasov
Marin Tomasov (Zadar, 31 de agosto de 1987) es un futbolista croata que juega como extremo en el Football Club Astana kazajo. Fue internacional con la selección de fútbol de Croacia en una ocasión.

## Carrera

### NK Zadar
En 2006 firmó un contrato con el equipo del NK Zadar, donde jugó durante tres temporadas, siendo la más espectacular la 2008/2009. Tras esta temporada fue fichado por el Hajduk Split por unos 350 000 euros.

### Hajduk Split
En la primera temporada con el Hajduk Split sólo marcó dos goles, lo cual supuso una decepción para él. En la segunda temporada mejoró notablemente realizando cuatro goles y haciendo una gran UEFA Europa League 2010/11. La 2011/12 fue su última temporada en el equipo croata.

### 1860 Múnich
En julio del año 2012, Tomasov fichó por el TSV 1860 Múnich donde apenas tuvo continuidad y donde marcó tres goles a lo largo de tres temporadas.

### Rijeka
En enero de 2015 fichó por tres temporadas y media por el HNK Rijeka donde demostró su valía al marcar 7 goles en 15 partidos. En esta temporada, el Rijeka fue subcampeón de la Prva HNL. En la siguiente temporada, se convirtió en un jugador imprescindible para su equipo marcando 8 goles y haciendo 12 asistencias a lo largo de la temporada, y todo esto, sin haberse perdido ningún partido de liga. Fue nombrado mejor jugador de la liga croata de esa temporada, fue el máximo goleador en la copa croata y el máximo asistente en la liga. El equipo aun así volvió a quedar en segunda plaza en el torneo doméstico.

### Al-Nassr Riyadh
Para la temporada 2016/17, Marin Tomasov se marchó en calidad de cedido al Al-Nassr.

### Astana
Para la temporada 2017-18, Tomasov, volvió a salir cedido, esta vez al FC Astana kazajo, con el que tuvo la oportunidad de disputar competición europea. Una vez finalizada la cesión, el conjunto kazajo se lo quedó en propiedad.

## Clubes
- NK Zadar (2006-2009)
- Hajduk Split (2009-2012)
- TSV 1860 Múnich (2012-2015)
- HNK Rijeka (2015-2018)
- Al-Nassr Riyadh (2016-2017) (cedido)
- FC Astana (2017-2018) (cedido)
- FC Astana (2018-)